# Yazoo City
Yazoo City è una città (city) degli Stati Uniti d'America, capoluogo della contea di Yazoo, nello Stato del Mississippi.

## Storia
La comunità ora conosciuta come Yazoo City è stata fondata nel 1824 con il nome di Hannan's Bluff. In seguito fu ribattezzata Manchester, poi cambiata in Yazoo City nel 1841. Yazoo City divenne il capoluogo della contea nel 1849. Un'epidemia di febbre gialla colpì Yazoo City nel 1853.
Durante la guerra civile americana, la corazzata confederata CSS Arkansas fu completata in un cantiere navale improvvisato a Yazoo City dopo la perdita confederata di New Orleans e Memphis. Durante la sua breve carriera, l'Arkansas sfidò il controllo della marina dell'Unione sul fiume Mississippi e contribuì a scongiurare la caduta anticipata di Vicksburg. Il 21 maggio 1863, mentre una flotta dell'Unione risaliva il fiume Yazoo, le forze confederate incendiarono il cantiere navale per impedire ai loro nemici di catturare le navi in costruzione. Le forze federali hanno poi bruciato la segheria e il deposito di legname prima di ritirarsi. Dopo la loro cattura di Vicksburg nel luglio 1863, un altro raid dell'Unione occupò brevemente Yazoo City, ma questa volta la corazzata dell'Unione USS Baron DeKalb fu affondata da una mina. Le truppe federali occuparono la città a settembre e di nuovo nell'ottobre 1863. Un'altra occupazione portò alla battaglia di Yazoo City il 5 marzo 1864 tra le truppe dell'Unione e i confederati guidati da Robert V. Richardson e Lawrence Sullivan Ross. Le truppe dell'Unione tennero la loro posizione ma partirono il giorno successivo. Le forze federali tornarono di nuovo il 19 maggio 1864, causando ulteriori danni alla città.
Yazoo City fu ricostruita, ma la febbre gialla colpì e fece più vittime nel 1878. Il 25 maggio 1904, un incendio distrusse gran parte del centro di Yazoo City. Secondo una leggenda locale, l'incendio è stato causato da una strega che ha vendicato la sua morte. In realtà, un ragazzo che giocava con i fiammiferi ha accidentalmente incendiato una casa. L'incendio si è rapidamente propagato e tre quarti della città sono stati distrutti, compresa la maggior parte delle case. Fu fermato da un canale, che salvò il nuovo tribunale (costruito nel 1872 per sostituire quello bruciato dalle forze dell'Unione) e 10 case anteguerra vicine. La città ha impiegato quasi due anni per riprendersi.
La grande inondazione del Mississippi del 1927 ha causato molti danni all'intero Delta, ma Yazoo City è stata restaurata ed è ora protetta da un efficace sistema di prevenzione delle inondazioni.

### Storia del tornado
Un forte tornado, valutato EF4 sulla scala Enhanced Fujita e con una larghezza del percorso di 1,75 miglia (2,82 km), ha colpito la contea di Yazoo il 24 aprile 2010. Quattro persone sono state uccise nell'area di Yazoo City e un numero è stato gravemente ferito; quattro delle vittime sono state trasportate in aereo al Centro medico dell'Università del Mississippi nella capitale Jackson, a 64 km di distanza. Il governatore del Mississippi, Haley Barbour, ha visitato l'area a bordo di un elicottero della Guardia Nazionale e ha tenuto una conferenza stampa sul disastro alle 15:30. Il tornado e le conseguenze sono stati mostrati in un episodio della serie di Discovery Channel Storm Chasers e diversi video di YouTube mostrano dettagli e descrizioni considerevoli.
Il 29 novembre 2010 intorno alle 20:05 ora locale, Yazoo City è stata colpita da due tornado EF2: il primo ha tracciato 4,8 km a sud-ovest della città. Il secondo ha attraversato il centro causando danni significativi a diversi edifici.
Un tornado EF1 di fascia alta è passato attraverso il lato sud-est della città il 2 maggio 2021. Molte case mobili sono state distrutte e alberi, linee elettriche e case sono state danneggiate.

## Geografia
Yazoo City si trova a 40 miglia (64 km) a nord-ovest di Jackson all'incrocio tra le US Route 49, 49E e 49W e le MS Highway 3, 16 e 149, sulle rive del fiume Yazoo, vicino al Panther Swamp National Wildlife Rifugio.
La US Route 49W fornisce un collegamento abbastanza diretto tra Yazoo City e Belzoni. Il vecchio segmento autostradale, ribattezzato Mississippi Highway 149, passa attraverso il Panther Swamp National Wildlife Refuge e le comunità di Louise e Midnight prima di riconnettersi con la nuova US 49W a Silver City, 7 miglia (11 km) a sud di Belzoni. La nuova autostrada rende la città di Carter così vicina che potrebbe essere considerata un'annessione da parte di Yazoo City. Due ponti ora attraversano il fiume Yazoo a Yazoo City.
La sezione della MS 3 a Yazoo City si chiama Haley Barbour Parkway. Barbour, l'ex governatore del Mississippi, è cresciuto a Yazoo City e ha una casa a Wolf Lake, un lago a nord di Yazoo City. La US Route 49 (parte della quale era precedentemente US 49E) attraverso Yazoo City prende il nome di Jerry Clower Boulevard, in onore del famoso comico, un ex residente di Yazoo City.
Yazoo City è anche conosciuta come la "Porta del Delta" per la sua posizione sulla transizione tra le due grandi morfologie che caratterizzano la geografia del Mississippi (la parte occidentale della città si trova nel Delta del Mississippi e la parte orientale si trova nel scogliere loess che caratterizzano la maggior parte del Mississippi orientale).
Secondo lo United States Census Bureau, la città ha una superficie totale di 28 km2 di superficie, di cui 28 km2 di terra e 0,26 km2 (1,19%) di acqua .

## Società

### Evoluzione demografica
A partire dal censimento degli Stati Uniti del 2010, c'erano 11.403 persone che vivevano in città. La composizione razziale della città era l'82,0% di neri, il 16,1% di bianchi, lo 0,1% di nativi americani, lo 0,5% di asiatici e lo 0,5% di due o più razze. Lo 0,7% erano ispanici o latini di qualsiasi razza.
A partire dal censimento del 2000, 14.550 persone, 4.271 famiglie e 2.968 famiglie risiedevano in città. La densità di popolazione era di 1.349,2 persone per miglio quadrato (521,1 / km2). Le 4.676 unità abitative hanno una media di 433,6 per mi2 (167,5/km2). La composizione razziale della città era il 28,73% di bianchi, il 69,68% di afroamericani, lo 0,18% di nativi americani, lo 0,58% di asiatici, lo 0,23% di altre razze e lo 0,60% di due o più razze. Ispanici o latini di qualsiasi razza erano il 7,47% della popolazione.
Delle 4.271 famiglie, il 37,7% aveva figli di età inferiore ai 18 anni che vivevano con loro, il 31,5% erano coppie sposate che vivevano insieme, il 32,6% aveva una capofamiglia senza marito presente e il 30,5% non erano famiglie. Circa il 27,4% di tutte le famiglie era composto da individui e il 13,4% aveva qualcuno che viveva da solo di 65 anni o più. La dimensione media della famiglia era 2,85 e la dimensione media della famiglia era 3,49.
In città, la popolazione era distribuita come 29,0% di età inferiore ai 18 anni, 10,5% da 18 a 24, 31,3% da 25 a 44, 17,3% da 45 a 64 e 11,9% di età pari o superiore a 65 anni. L'età media era di 32 anni. Per ogni 100 femmine, c'erano 112,1 maschi. Per ogni 100 femmine di 18 anni e più, c'erano 115,9 maschi.
Il reddito medio per una famiglia in città era di $ 19.893, e per una famiglia era di $ 22.470. I maschi avevano un reddito medio di $ 26.109 contro $ 18.650 per le femmine. Il reddito pro capite per la città era di $ 9.251. Circa il 35,0% delle famiglie e il 40,2% della popolazione erano al di sotto della soglia di povertà, compresi il 52,5% di quelli di età inferiore ai 18 anni e il 23,5% di quelli di età pari o superiore a 65 anni.
L'istituto di Southern Jewish Life ha affermato che la comunità ebraica è stata caratterizzata dall'integrazione ed era "piccola, ma influente". 44 ebrei vivevano nella comunità nel 1878, ma un'alluvione del fiume Mississippi nel 1882 fece sì che arrivassero altri ebrei sfollati dall'alluvione. C'erano 61 ebrei in città nel 1937. Gli ebrei nella comunità non crearono una congregazione e le case di culto più vicine erano, a metà del 20 ° secolo, a Jackson e Greenwood.

## Economia
Il Federal Bureau of Prisons gestisce il Complesso Correzionale Federale, Yazoo City, che comprende FCI Yazoo City Low, FCI Yazoo City Medium, FCI Camp e FCI USP Yazoo City.

## Governo
Diane Delaware ha prestato giuramento come prima donna sindaco di Yazoo City il 14 aprile 2014. È stata rieletta per un secondo mandato il 2 aprile 2018. Il servizio postale degli Stati Uniti gestisce l'ufficio postale di Yazoo City.

## Educazione
Yazoo City è servita dal distretto scolastico municipale di Yazoo City; La Yazoo City High School è la scuola pubblica di questo distretto.
La Yazoo County High School, al di fuori dei confini della città e una parte del distretto scolastico della contea di Yazoo, non serve aree nei limiti della città di Yazoo City.
Le tre scuole private sono Thomas Christian Academy (Pre-K-12), Manchester Academy (Pre-K-12) e Covenant Christian School (K-6th grade).

## Infrastrutture e trasporti

### Trasporti
Amtrak, il sistema ferroviario nazionale per passeggeri, fornisce un servizio a Yazoo City utilizzando la Yazoo City Station. La stazione dell'Amtrak si trova al 222 di West Broadway.
L'aeroporto della contea di Yazoo si trova nella contea di Yazoo non incorporata, 2 miglia (3,2 km) a ovest del centro di Yazoo City. Lynne W. Jeter del Mississippi Business Journal ha affermato nel 2001 che l'aeroporto della contea "potrebbe aver svolto un ruolo importante nell'atterraggio del progetto multifase della prigione federale che è attualmente in fase di espansione".